# كتانية متدلية
الكتانية المتدلية (باللاتينية: Linaria pedunculata) نوع نباتي يتبع جنس الكتانية من الفصيلة الحملية من رتبة الشفويات.

## الموئل والانتشار
موطنها المغرب العربي وإسبانيا والبرتغال.

## مرادفات للاسم العلمي
- (باللاتينية: Antirrhinum pedunculatum L.)